# Jeon Boram
Đây là một tên người Triều Tiên, họ là Jeon.
Jeon Bo-ram (tiếng Hàn Quốc: 전보람; tiếng Nhật: チョン・ボラム; tiếng Trung: 全寶藍; Hán Việt: Toàn Bảo Lam; sinh ngày 22 tháng 3 năm 1986) thường được biết đến với nghệ danh Boram, là một nữ ca sĩ, diễn viên điện ảnh, diễn viên nhạc kịch, người mẫu chụp ảnh quảng cáo người Hàn Quốc. Cô là thành viên của nhóm nhạc nữ nổi tiếng Hàn Quốc T-ara và nhóm nhỏ QBS.

## Tiểu sử
Boram sinh ra tại Seoul, Hàn Quốc trong gia đình có truyền thống nghệ thuật. Cha cô là Jeon Young Rok, một ca sĩ nổi tiếng ở Hàn Quốc trong những năm 70 và 80. Còn mẹ là nữ diễn viên gạo cội Lee Mi Young. Boram là nghệ sĩ thế hệ thứ 3 trong gia đình tại Hàn Quốc như ông nội Hwang Hae và bà ngoại Baek Sul Hee của cô, cả hai đều là ca sĩ nổi tiếng trước kia. Boram có một em gái là Wooram, hiện là thành viên của nhóm nhạc D-Unit.
Boram tốt nghiệp Đại học Myungji, ngành Nghiên cứu Nghệ thuật cùng với thành viên Qri.

## Sự nghiệp

### 2002ㅡ2009: Bắt đầu sự nghiệp
Boram ra mắt lần đầu trong bộ phim "Người tình tổng thống" với vai trò diễn viên khách mời vào năm 2002.
Boram phát hành một album với hai đĩa đơn đầu tay của cô trước khi vào T-ara. "From Memory" được phát hành vào tháng 11 năm 2008 và "Lucifer Project Vol 1 爱" được phát hành vào tháng 4 năm 2008.

### 2009ㅡ2017: Ra mắt với T-ara
Boram là thành viên đầu tiên được thêm vào sau khi hai cựu thành viên T-ara Jiae và Jiwon rời nhóm vào giữa năm 2009. T-ara là nhóm nhạc có nhiều vũ đạo sáng tạo, độc đáo và được biết đến qua các hit như "Bo Peep Bo Peep", "Roly Poly", "Cry Cry", "Lovey Dovey", "Day By Day", "Sexy Love", "Number 9", "Sugar Free", "Little Apple". T-ara được xem là nhóm nhạc nữ K-pop nổi tiếng nhất tại Trung Quốc. Giám đốc điều hành của Core Contents Media đã liên lạc với Boram sau khi xem một video clip cô nhảy My Name.
Vào ngày 15 tháng 7 năm 2010, Core Contents Media thông báo Boram đảm nhận vị trí là trưởng nhóm thứ hai thay cho Eunjung trong lần ra mắt đĩa mở rộng Temptastic, sau việc bổ sung thành viên mới Hwayoung. Boram thông qua để thành viên Hyomin đảm nhiệm vị trí trưởng nhóm trong tháng 7 năm 2011.
Tháng 12 năm 2010, cô đã tham gia vào một vở nhạc kịch mang tên "I Really Really Like You" với cha cô, trong đó thành viên Hyomin giữ vai trò sản xuất âm nhạc.
Năm 2012, Boram cùng Qri đảm nhiệm vai trò MC khách mời cho chương trình truyền hình âm nhạc Hàn Quốc do Mnet phát sóng trực tiếp vào lúc 18:00 KST mỗi Thứ Năm hàng tuần đó là M Countdown.
Năm 2013, Boram và em gái cô là Wooram tham gia chương trình truyền hình một tập "Wooram's family camp" nói về cuộc sống sinh hoạt hàng ngày của hai chị em được chiếu trên kênh MBC.
Năm 2014, Boram được chọn là nữ diễn viên chính trong "The Lost Garden" cùng với nam chính Kim Tae Woo. Vở nhạc kịch sẽ được công chiếu vào ngày 17 tháng 1, Boram cũng được góp giọng vào hai ca khúc là "Wondrous Dream" và "The Lost Garden".
Boram đảm nhiệm vai trò hát dẫn và rap phụ trong nhóm nhạc nữ T-ara.
Ngoài ra, Boram cũng là nghệ sĩ tham gia khá nhiều các chương trình truyền hình tại Hàn Quốc.

### 2013ㅡ2017: QBS
Tháng 3 năm 2013, Boram thể hiện ca khúc solo tiếng Nhật "Maybe Maybe" và "Soap Bubbles" (song ca cùng Qri) - hai phiên bản của "Bunny Style!".
Tháng 6 năm 2013, Boram cùng Qri và So-yeon cho ra mắt nhóm nhỏ QBS với đĩa đơn đầu tay "Like The Wind".

### 2009ㅡnay: Diễn xuất
Năm 2002, Boram lần đầu đến với diễn xuất thông qua bộ phim "Người tình tổng thống" với vai trò diễn viên khách mời vào năm 2002.
Năm 2007, Boram tham gia diễn xuất trong MV ca nhạc "Feeling You" của Kebee.
Năm 2009, Boram vào vai Shin So Yi trong bộ phim "Sould" của kênh MBC.
Năm 2007, Boram tham gia bộ phim điện ảnh "Cass Beer Music Drama" cùng với các thành viên 2PM lấy cảm hứng từ ca khúc Tik Tok (2PM) qua đó diễn xuất của Boram dần được hoàn thiện và đánh giá cao.
Năm 2010, Boram được chọn vào vai một thiếu nữ đáng yêu ở tuổi 19 cùng nữ diễn viên Jeon Hye-bin và nam diễn viên Jung Sung Hwa trong bộ phim một tập của KBS là "Purple Heeled Grim Reaper is Coming". Sau đó, cô xuất hiện với vai trò khách mời cùng với các thành viên khác của T-ara trên bộ phim truyền hình "Cao thủ học đường" năm 2010 do Jiyeon thủ vai chính.
Tháng 12 năm 2010, cô đã tham gia vào một vở nhạc kịch mang tên "I Really Really Like You" với cha cô, trong đó thành viên Hyomin giữ vai trò sản xuất âm nhạc.
Năm 2012, Boram cùng Soyeon tham gia bộ phim một tập có tên "Crown Princess Project" của đài KBS.
Năm 2014, Boram được chọn là nữ diễn viên chính trong "The Lost Garden" cùng với nam chính Kim Tae Woo. Vở nhạc kịch sẽ được công chiếu vào ngày 17 tháng 1, Boram cũng được góp giọng vào hai ca khúc là "Wondrous Dream" và "The Lost Garden".
Năm 2015, Boram trở lại màn ảnh diễn xuất qua "Sweet Temptation Episode 5: Recipe Of Love" trong vai Youn Hee. Nhạc phim cho web-drama này là ca khúc "Moment" của Davichi.
Năm 2020, Boram sau thời gian dài rời T-ara thì Boram đã tái xuất với vai trò diễn viên thông qua dự án phim web drama Shall we death trong vai Kim Si-Hyun. Giọng ca sinh năm 1986 đảm nhận vai một nữ giáo viên bên cạnh đám học trò nghịch ngợm.

### 2017ㅡnay: Hết hợp đồng và rờiMBK Entertainment. Comeback với vai trò diễn viên
Ngày 15/5/2017, Boram và Soyeon sẽ chính thức hết hợp đồng với MBK Entertainment vì cả hai không tiếp tục gia hạn hợp đồng nhưng không đồng nghĩa với việc cả hai thành viên sẽ rời khỏi T-ara, 4 thành viên còn lại là Qri, Jiyeon, Eunjung và Hyomin sẽ gia hạn hợp đồng với MBK đến cuối năm 2017, trong thời gian đó họ sẽ quảng bá album mới và hoạt động các dự cá nhân của từng thành viên. Đêm concert cuối cùng của nhóm diễn ra tại Đài Loan vào ngày 13/5.
Năm 2020, Boram sau thời gian dài rời T-ara thì Boram đã tái xuất với vai trò diễn viên thông qua dự án phim web drama Shall we death trong vai Kim Si-Hyun. Giọng ca sinh năm 1986 đảm nhận vai một nữ giáo viên bên cạnh đám học trò nghịch ngợm.
Boram tái xuất với vai trò diễn viên ở một số bộ phim vừa ra mắt và tham gia các show truyền hình, talkshow với vai trò khách mời. Được biết,  ngoài hoạt động nghệ thuật, Boram còn hoạt động kinh doanh với quán bar riêng của mình.

## Diễn xuất

### Phim truyền hình
| Năm  | Kênh          | Phim                                  | Vai trò     |
| ---- | ------------- | ------------------------------------- | ----------- |
| 2002 | SBS           | "Người tình tổng thống"               | Khách mời   |
| 2009 | MBC           | "Soul"                                | Shin So Yi  |
| 2010 | KBS2          | "Cao thủ học đường"                   | Khách mời   |
| 2010 | Mnet          | "Bubi Bubi"                           | Boram       |
| 2010 | KBS           | "Purple Heeled Grim Reaper Is Coming" | Ami         |
| 2012 | KBS           | "Crown Princess Project"              | Boram       |
| 2020 | Smile TV Plus | Shall we death                        | Kim Si-Hyun |

### Phim điện ảnh
| Năm  | Phim                                         | Vai diễn  |
| ---- | -------------------------------------------- | --------- |
| 2007 | "Cass Beer Music Drama"                      | Fan cuồng |
| 2010 | "Death Bell 2: Bloody Camp"                  | Khách mời |
| 2011 | "Gisaeng Ryung"                              | Khách mời |
| 2015 | "Sweet Temptation Episode 5: Recipe Of Love" | Youn Hee  |

### Video âm nhạc
| Năm  | Bài hát                   | Nghệ sĩ | Vai diễn       |
| ---- | ------------------------- | ------- | -------------- |
| 2007 | "Feeling You"             | Kebee   | Vai chính      |
| 2009 | "Time to love" (Listen 1) | T-ara   | Thợ trang điểm |
| 2010 | "Tik Tok"                 | 2PM     | Boram          |
| 2010 | "Cass Beer Music Drama"   | 2PM     | Boram          |
| 2015 | "Moment"                  | Davichi | Youn Hee       |

## Ca nhạc

### Album
| Năm  | Album – Đĩa nhạc              | Ca khúc          | Cùng với                        | Ghi chú        |
| ---- | ----------------------------- | ---------------- | ------------------------------- | -------------- |
| 2008 | "Lucifer Project Vol 1. Love" | "Is It Today"    | Hát đơn                         | Album (Solo)   |
| 2008 | "Lucifer Project Vol 1. Love" | "Living you"     | Hát đơn                         | Album (Solo)   |
| 2008 | "From Memory"                 | "After That"     | Hát đơn                         | Đĩa đơn (Solo) |
| 2009 | "Absolute First Album"        | "TTL Listen 2"   | T-ara và Supernov               | Đĩa đơn        |
| 2010 | "Sky ground Star ground"      | "Breaking Heart" | Qri, Soyeon, Hyomin ft.ManSeong | Album          |
| 2012 | "Jewelry Box"                 | "Soap Bubbles"   | Qri và Hwayoung                 | Album          |
| 2013 | "Bunny Style!"                | "Maybe Maybe"    | Hát đơn                         | QBS            |
| 2013 | "Bunny Style!"                | "Soap Bubbles"   | Qri                             | QBS            |
| 2013 | "Kaze no Youni"               | "Like A Wind"    | Qri và Soyeon                   | QBS            |
| 2014 | "Bikini"                      | "Bikini          | T-ara, Davichi ft. Skull        | Đĩa đơn        |

### Ca khúc thể hiện
| Năm         | Album – Đĩa nhạc     | Ca khúc                    | Cùng với                            |
| ----------- | -------------------- | -------------------------- | ----------------------------------- |
| 2010        |                      | "Seoul Tango"              | Cùng Qri và Soyeon                  |
| 2010        |                      | "I Really Really Like You" | cùng Jeon Young Rok và Hyomin       |
| 2011        | "Special Stage‬‏ best" | "First love"               | Cùng Tara ft 2PM                    |
| 2012        | "Jewelry Box"        | "Aitakatta Subtitulada"    | Cùng Qri                            |
| 2012 – 2013 | "Bunny Style!"       | "Maybe Maybe"              | Hát đơn                             |
| 2013 – 2014 | "Bunny Style!"       | "Soap Bubbles"             | Cùng Qri                            |
| 2013 – 2014 | "Kaze no You ni"     | "Like The Wind" (QBS)      | Cùng Qri và Soyeon (QBS)            |
| 2014        | "The Lost Garden"    | "Wondrous Dream"           | Cùng Kim Tae Woo                    |
| 2014        | "The Lost Garden"    | "The Lost Garden"          | Cùng Kim Tae Woo                    |
| 2014        | "Bikini" (Single)    | "Bikini                    | Cả T-ara, Davichi ft. Skull         |
| 2015        |                      | "Open The Door"            | Cùng Eunjung, Jiyeon, Qri và Soyeon |
| 2015 – 2016 |                      | "Sweet dream"              | Hát đơn                             |
| 2016        | "So Good (EP)"       | "For you"                  | Cùng Qri, Soyeon và Hyomin          |
| 2017        |                      | "I am a woman too"         | Hát đơn                             |

### Ca khúc hợp tác
| Năm  | Ca khúc                           | Cùng với                      |
| ---- | --------------------------------- | ----------------------------- |
| 2007 | "Feeling You"                     | Cùng Kebee                    |
| 2009 | "Time to love (Listen 2)"         | Cùng T-ara và Supernova       |
| 2010 | "Cass Beer Music Drama" (Tik Tok) | Cùng 2PM                      |
| 2010 | "Tik Tok"                         | Cùng 2PM                      |
| 2010 | "I Really Really Like You"        | cùng Jeon Young Rok và Hyomin |
| 2011 | "First love"                      | Cùng Tara ft 2PM              |
| 2014 | "Wondrous Dream"                  | Cùng Kim Tae Woo              |
| 2014 | "The Lost Garden"                 | Cùng Kim Tae Woo              |
| 2014 | "Bikini" (Single)                 | Cả T-ara, Davichi ft. Skull   |
| 2015 | "Moment"                          | Cùng Davichi                  |

### Sân khấu nhạc kịch
| Năm  | Tiêu đề                    | Cùng với                      |
| ---- | -------------------------- | ----------------------------- |
| 2010 | "I Really Really Like You" | cùng Jeon Young Rok và Hyomin |
| 2014 | "The Lost Garden Musical"  | Cùng Kim Tae Wo               |

## Chương trình truyền hình
| Năm  | Show                                 | Kênh     |
| ---- | ------------------------------------ | -------- |
| 2009 | The Radio Star                       | MBC      |
| 2009 | Star King                            | SBS      |
| 2009 | Physical Match                       | MBC      |
| 2009 | Star Dance Battle                    | MBC      |
| 2009 | Idol Star Alkkagi Match              | SBS      |
| 2010 | Flowers                              | MBC      |
| 2010 | Star Golden Bell                     | KBS      |
| 2010 | Taxi                                 | tvN      |
| 2010 | You Hee-yeol's Sketchbook            | KBS      |
| 2010 | Dream Girls                          | Mnet     |
| 2010 | Idol Star Trot Match                 | MBC      |
| 2010 | Idol Athletic Championship           | MBC      |
| 2010 | Haha Mong Show                       | SBS      |
| 2010 | Hello Baby                           | KBS      |
| 2010 | Bouquet                              | MBC      |
| 2010 | World Changing Quiz Show             | MBC      |
| 2011 | Star King                            | SBS      |
| 2011 | Win Win                              | KBS2     |
| 2011 | Challenge 1000 Songs                 | KBS2     |
| 2011 | Star Dance Battle                    | MBC      |
| 2011 | World Changing Quiz Show             | MBC      |
| 2011 | 1 vs 100                             | KBS      |
| 2012 | T-ara Star Life Theater              | KBS2     |
| 2012 | Weekly Idol                          | MBC      |
| 2012 | Idol Athletics Championships         | MBC      |
| 2012 | Naughty Boys                         | JTBC     |
| 2012 | Yeoyumanman Show                     | KBS2     |
| 2013 | SimSimTaPa                           | MBC      |
| 2013 | Hello Counselor                      | MBC      |
| 2013 | Wooram's Family Camp                 | MBC      |
| 2014 | Weekly Idol                          | MBC      |
| 2014 | Star Beauty Show                     | SBS      |
| 2014 | Moon Hee-Jun Pure                    | Mnet     |
| 2014 | Hunan TV Fullshow                    | Hunan TV |
| 2015 | A Song For You 4                     | KBS2     |
| 2015 | Idol Star Athletic Championship 2015 | MBC      |
| 2015 | Come On, Little Masters              | JSTV     |
| 2015 | Idol Singing Contest                 | KBS      |
| 2016 | Siêu Trí Tuệ                         | JSTV     |
| 2017 | SBS The show tập 100                 | SBS      |
| 2019 | Modern family                        | MBN      |
| 2020 | Oh! My venus                         | VIdol    |
| 2021 | Video star                           | MBC      |